# عمرو بن لحی
بنابر اساطیر عرب و اعتقاد برخی از مسلمانان، عمرو بن لُحَیّ الخزاعی از بزرگان عرب بود که عرب را از آئین ابراهیم (حنیف) منحرف کرد و پایه‌گذار شرک و بت‌پرستی در شبه‌جزیره عربستان شد.
به گفته مورخان عرب، قبل از آنکه عمرو ظهور کند، عرب عدنانی و قحطانی همه تابع دین ابراهیم بوده و دین خود را از اسماعیل گرفته‌بودند. عمرو یکی از اشراف و سادات عرب بود و اعمال و گفتار او در میان عرب همچون شریعت بود. او از شامات بتی به نام هبل را به مکه آورد، در کعبه گذاشت و مردم را دعوت به پرستش آن کرد. برخی معتقدند او پنج بت را که از زمان نوح در جده مدفون بود را از خاک بیرون کشید و در میان مردم عرضه‌کرد.
وقتی مردم از او در مورد دلیل پرستش بت‌ها سؤال کردند در جواب گفت: «این‌ها اربابانی هستند که ما برگزیده‌ایم، که همزمان به صورت هیکل‌های آسمانی یا صورت‌های بشری هستند. ما از آن‌ها برتری در جنگ‌ها را طلب می‌کنیم و آنان عطا می‌کنند. ما به هنگام خشکسالی از آنان باران می‌خواهیم و آنان عطا می‌کنند.»
عمرو نه‌تنها بت‌پرستی را رواج داد بلکه بسیاری از احکام دیگر ابراهیم را تغییر داد. به عنوان مثال، برخلاف آئین اسماعیل، او خوردن گوشت مرده را روا شمرد. او همچنین متهم است که برخی شتران را به احترام بت‌ها حرام دانست.
برخی اختلافات در شرح حال عمرو و این نکته که نامش در هیچ‌یک از شعرهای پیش از اسلام نیامده نشانگر آن است که حتی اگر او وجود تاریخی داشته، اخبار مرتبط به او از اعتبار چندانی برخوردار نیستند.

## مراجع
- Fück, J.W (2012). "ʿAmr b. Luḥayy". Encyclopaedia of Islam (به انگلیسی) (Second ed.). Brill Online. {{cite encyclopedia}}: Unknown parameter |ویراستاران= ignored (help)
- Fahd, T (2012). "Hubal". Encyclopaedia of Islam (به انگلیسی) (Second ed.). Brill Online. {{cite encyclopedia}}: Unknown parameter |ویراستاران= ignored (help)

- جعفریان، رسول (۱۳۷۸). تاریخ سیاسی اسلام. ج. اول. قم: دفتر نشر الهادی. شابک ۹۶۴-۴۰۰-۱۰۷-۹.